# Премия ФСБ России
Пре́мия ФСБ Росси́и — ежегодная премия в области литературы и искусства, учреждённая Федеральной службой безопасности Российской Федерации 6 февраля 2006 в Москве. 
Вручается (по итогам конкурса за лучшие произведения литературы и искусства о деятельности органов Федеральной службы безопасности) авторам «лучших произведений, в которых на высоком художественном уровне создан положительный образ сотрудника органов безопасности, наиболее объективно отражена деятельность органов безопасности, привлечено внимание общественности к повседневным проблемам сотрудников и ветеранов органов безопасности и членов их семей».

## Процедура присуждения
6 февраля 2006 года ФСБ России учредила конкурс на лучшие произведения литературы и искусства о деятельности органов Федеральной службы безопасности. 
Заявки на участие в конкурсе принимаются от физических и юридических лиц, являющихся обладателями авторских прав на произведение, ежегодно до 1 октября, а итоги конкурса подводятся в декабре текущего года.
В течение года заявки на участие в конкурсе подаются авторами, а также с их согласия, органами безопасности, издательствами, редакциями, кино- и телекомпаниями (студиями), творческими союзами, общественными организациями, другими физическими и юридическими лицами.
Конкурс проводится по шести номинациям:
- «Телевизионные и радиопрограммы» (за циклы передач),
- «Художественная литература и журналистика» (проза, поэзия, репортажи, публицистика),
- «Музыкальное искусство» (профессиональная песня, авторская песня — отмечаются авторы стихов и музыки, исполнитель, концертные программы ансамблей и других творческих коллективов),
- «Актёрская работа» (исполнительское мастерство в кино, театре),
- «Кино- и телефильмы» (режиссёрская работа),
- «Изобразительное искусство» (живопись, скульптура, графика, оформительские и монументальные работы).

Лауреатам конкурса вручаются знаки, дипломы и денежные премии в размере 100 тысяч рублей за первое место, 50 тысяч рублей — за второе, 25 тысяч рублей — за третье. По решению конкурсной комиссии, отдельные участники конкурса, не ставшие победителями, могут быть отмечены поощрительными дипломами ФСБ России и ценными подарками.

## История
Руководитель одного из отделов Центра общественных связей ФСБ России Олег Матвеев в интервью изданию «Коммерсантъ» прокомментировал учреждение премии следующим образом:
Это возвращение к опыту прошлых лет. С 1978 по 1988 годы существовала премия КГБ СССР в области искусства. Её также вручали тем, кто создавал положительный образ сотрудника КГБ. Среди лауреатов этой премии были, например, писатель Василий Ардаматский, актёры Михаил Козаков, Вячеслав Тихонов, Вахтанг Кикабидзе. Сейчас, когда в кино, в сериалах, в детективах чаще проявляется негативный образ сотрудников спецслужб, мы решили возродить этот конкурс и награждать тех, кто не дискредитирует сотрудников спецслужб, а создает положительный образ защитников.
Первая церемония вручения премий состоялась 8 декабря 2006 в Москве в мультимедийном центре «Плазма холл» Фонда поддержки патриотического кино. В конкурсной программе участвовало более 250 произведений от издательств, редакций, киностудий, кинокомпаний и самих авторов. В состав конкурсной комиссии вошли заместитель директора ФСБ России Вячеслав Ушаков, генеральный директор «Первый канал» Константин Эрнст, председатель правления Союза писателей России Валерий Ганичев, народный художник Российской Федерации Василий Нестеренко, народный артист РСФСР Михаил Ножкин, кинорежиссёр Фёдор Бондарчук, писательница Полина Дашкова и другие.

В своём выступлении директор ФСБ России Николай Патрушев отметил: 
«Наши сотрудники — это часть общества, и для нас важно отношение россиян к нашей работе. Это показатель уровня доверия общества к органам безопасности».